# Vinci SA
Vinci, trước đây là Société générale d'entreprises (SGE), là công ty lớn thứ hai thế giới trong lĩnh vực nhượng quyền và xây dựng, sử dụng 222.397 người trên khắp thế giới. Hoạt động của Vinci được tổ chức xung quanh 5 trung tâm thương mại: Vinci Autoroutes, Vinci Concessions, Vinci Énergies, Eurovia và Vinci Construction. Năm 2019, công ty có mặt tại hơn 100 quốc gia và doanh thu của công ty là 48,053 tỷ euro vào năm 2019.